# Otto von Abich
Otto Wilhelm Hermann von Abich (Berlino, 11 dicembre 1806 – Vienna, 1º luglio 1886) è stato un geologo tedesco.
Von Abich studiò all'Università di Berlino. I suoi lavori principali riguardarono inizialmente i minerali appartenenti alla classe degli spinelli, dei depositi vulcanici trasportati dal vento nonché della struttura dei vulcani tra cui Vesuvio ed Etna. Nel 1842 fu nominato professore di mineralogia all'Università di Dorpat dove si interessò alla geologia e mineralogia della Russia. Residente per qualche tempo a Tiflis, studiò la geologia del Caucaso. Terminati gli studi si ritirò a Vienna dove morì. In suo onore si chiama il minerale abichite.

## Pubblicazioni
- Vues illustratives de quelques phénomènes géologiques, prises sur le Vésuve et l'Etna, pendant les années 1833 et 1834 (Berlino, 1836);
- Ueber die Natur und den Zusammenhang der vulkanischen Bildungen (Brunswick, 1841);
- Geologische Forschungen in den Kaukasischen Ländern (3 volumi, Vienna, 1878, 1882 e 1887).